# バスケットボールモザンビーク代表
バスケットボールモザンビーク代表（バスケットボールモザンビークだいひょう、Mozambique men's national basketball team）は、モザンビークバスケットボール連盟により国際大会に派遣される男子バスケットボールのナショナルチームである。

## 歴史
2011年アフリカ競技大会で銀メダル獲得。アフリカ選手権の最高位は1983年の5位。

## 主な国際大会成績
- オリンピック
  - 出場なし
- ワールドカップの成績
  - 出場なし
- アフリカ選手権の成績
  - 1981年 ― 10位
  - 1983年 ― 5位
  - 1985年 ― 9位
  - 1995年 ― 8位
  - 1999年 ― 10位
  - 2001年 ― 10位
  - 2003年 ― 10位
  - 2005年 ― 11位
  - 2007年 ― 14位
  - 2009年 ― 14位
  - 2011年 ― 10位
  - 2013年 ― 11位
  - 2015年 ― 11位
  - 2017年 ― 12位